# 约瑟夫·扎彭兹基
约瑟夫·扎彭兹基（波蘭語：Józef Zapędzki，1929年3月11日—2022年2月15日），波兰男子射击运动员。他曾代表波兰参加1964年、1968年、1972年、1976年和1980年夏季奥林匹克运动会射击比赛，获得二枚金牌。